# جيلالي عبدي
جيلالي عبدي هو لاعب كرة قدم جزائري في مركز الوسط، ولد في نوفمبر 1943 في سيدي بلعباس في الجزائر.

## وصلات خارجية
- جيلالي عبدي على موقع ناشيونال فوتبول تيمز (الإنجليزية)